# Інтегрально-інжекційна логіка

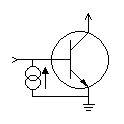
Спрощена схема І2Л інвертора

Інтегра́льно-інжекці́йна ло́гіка (ІІЛ, І2Л, І3Л, I2L) - технологія побудови логічних елементів на біполярних транзисторах. Інтегрально-інжекційна логіка з'явилася в 1971 році.

## Принцип роботи
ІІЛ є розвитком технології логіки з безпосередніми зв'язками між транзисторами, яка в іноземній літературі називається MTL - Merged Transistor Logic або DCTL - Direct-Coupled Transistor Logic. У свою чергу, MTL можна розглядати як крайній варіант РТЛ, в якому відсутні резистори між виходом (колектором) NPN транзистора і входом (базою) наступного.
ІІЛ багато хто помилково вважає різновидом транзисторно-транзисторної логіки. Це не так. Між ними немає нічого спільного. В основі логіки ІІЛ лежить використання «особливих» транзисторів з об'єднаною базою. Ці транзистори не здатні проводити струм через брак носіїв зарядів в базі. Тому поряд з транзистором знаходиться «інжектор» - електрод, «додає», або, як кажуть, «інжектує» заряд в базу. При цьому транзистор ніби включається і може виконувати корисну роботу.
При проектуванні мікросхем ІІЛ основну роль відводять саме інжекторам. Емітери, як правило, є з'єднаними з підкладкою мікросхеми. На поверхні кристала знаходяться тільки бази, а на базах - колектори. Таким чином, ІІЛ-транзистор за розміром (якщо не зважати на інжектор) менше МОН-транзистора. Причому один інжектор може використовуватися для багатьох транзисторів.